# Plinia rupestris
Plinia rupestris är en myrtenväxtart som beskrevs av Erik Leonard Ekman och Ignatz Urban. Plinia rupestris ingår i släktet Plinia och familjen myrtenväxter. Inga underarter finns listade i Catalogue of Life.